# Флётнер, Петер
Петер Флётнер (нем. Peter Flötner; 1485, Торгау — 1546, Нюрнберг) — немецкий художник эпохи Северного Возрождения, скульптор, ювелир, медальер, рисовальщик-орнаменталист и гравёр, кляйнмайстер, резчик по дереву и камню. 
Ювелирному делу, возможно, учился в Аугсбурге у Адольфа Даухера. В Нюрнберге следовал образцам, созданным Альбрехтом Дюрером и его учениками, поэтому его относят к так называемым малым нюрнбержцам. Звание мастера получил в Ансбахе, Бавария. В 1518—1521 годах путешествовал по Италии. Изучал классическую архитектуру. По возвращении в Германию в 1522 году также занимался архитектурой, скульптурой и оформлением интерьеров. Участвовал в работах над хором и органом Капеллы Фуггера в церкви Святой Анны в Аугсбурге (1516—1518). В Нюрнберге возвёл триумфальную арку в честь императора Карла V (1541).
Петер Флётнер был автором Фонтана Аполлона в Нюрнберге, для которого создал бронзовую статую Аполлона с луком и стрелами (1532). П. Флётнер задался целью перевести на немецкий язык трактат «Десять книг об архитектуре» Витрувия. Трактат вышел из печати через два года после смерти Флётнера. П. Флётнер получил известность в качестве книжного иллюстратора.

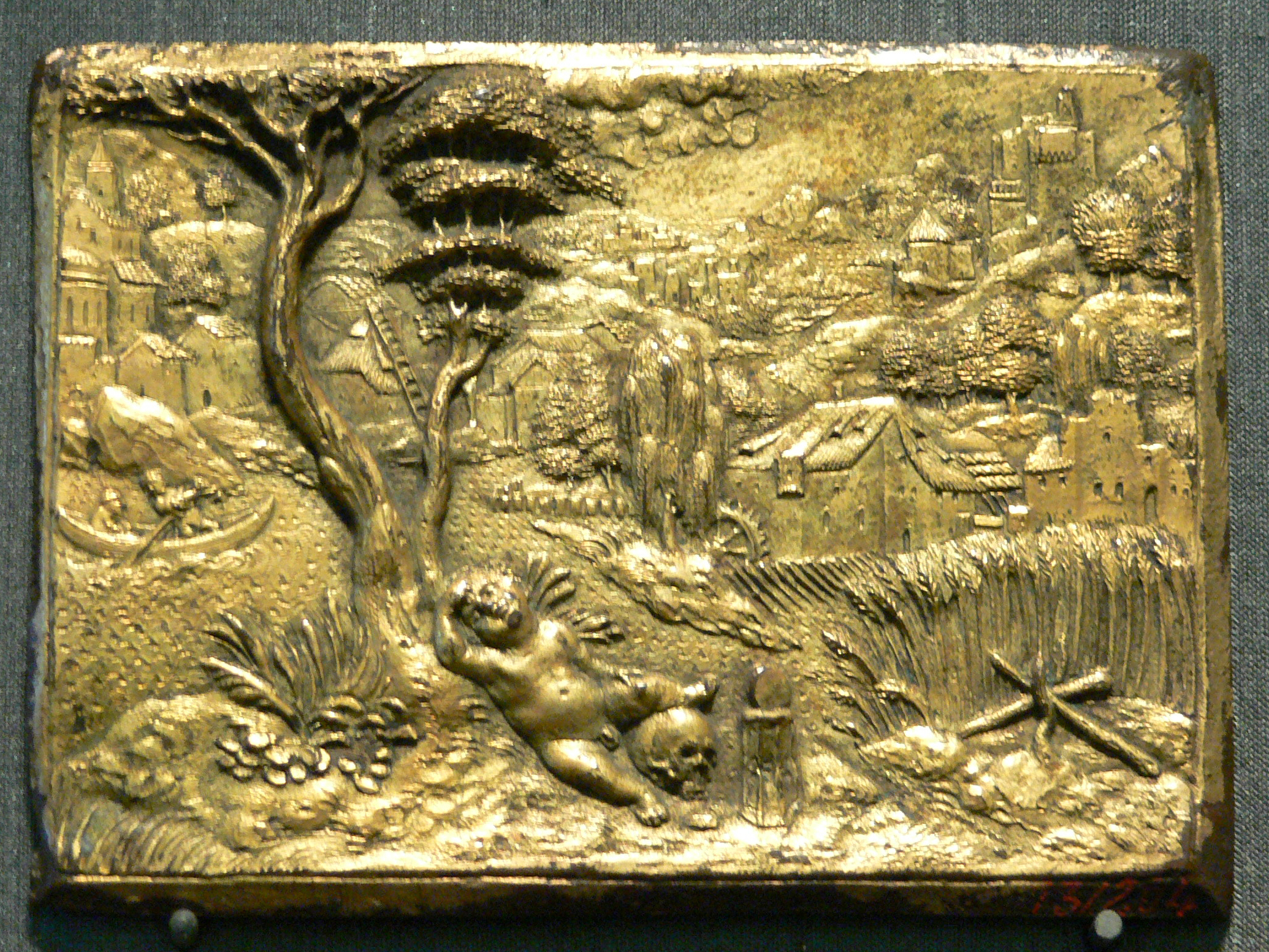
Плакетка «Ванитас». Ок. 1535—1540. Позолоченная бронза

В орнаментальных композициях художника соединяются итальянские гротески, морески (мавританский орнамент), рольверки, маскароны, аллегорические фигуры. В ранних произведениях сильнее ощущается влияние античности, в поздних — итальянского маньеризма. П. Флётнер создавал эскизы мебели, светильников, серебряных парадных сервизов и бокалов, ювелирных изделий. Особенно популярны были рельефные бронзовые плакетки его работы, которые приобретали и использовали другие художники. Рельефы этих плакеток повторяли на бронзовых сосудах, оловянных блюдах и кружках. Всего известно около ста тридцати семи типов таких плакеток. Первые из них Флётнер создавал под влиянием итальянского скульптора Модерно (вероятно, псевдоним, его подлинное имя неизвестно), но позднее они обрели оригинальный стиль.
Петер Флётнер умер в Нюрнберге и был похоронен на том же кладбище Johannisfriedhof, что и Альбрехт Дюрер.